# 凯尔考泰什坎德
凯尔考泰什坎德，是匈牙利佐洛州所辖的一个村，总面积8.94平方公里，总人口177，人口密度19.8人/平方公里（2010年1月1日）。